# Ligne de Brive-la-Gaillarde à Toulouse-Matabiau via Capdenac
La ligne de Brive-la-Gaillarde à Toulouse est une ligne de chemin de fer à voie secondaire du Sud-Ouest de la France.
Elle a assuré les liaisons entre Paris et Toulouse avant que ne soit créé l'axe principal par Cahors et Montauban (section Sud de la ligne des Aubrais - Orléans à Montauban-Ville-Bourbon) dans les années 1890.
Elle constitue la ligne 718 000 du réseau ferré national.
En 2010, une rénovation majeure, incluant le renouvellement complet du ballast et des rails et traverses, a été effectuée sur les 95 km de Capdenac à Tessonnières.

## Histoire

### Chronologie
- 31 août 1858, ouverture de la ligne de Capdenac à Lexos (et Montauban),
- 10 novembre 1862, ouverture de la ligne de Brive à Capdenac,
- 24 octobre 1864 ouverture de la ligne de Lexos à Toulouse.

### Concessions
Le 21 avril 1853, la section de Brive-la-Gaillarde à Lexos est concédée par décret impérial au comte de Morny, à M. J. Masterman, au comte H. de Pourtalès-Gorgier, à M. Matthew Uzielle, à M. Calvet-Rogniat, à M. Samuel Laing, au marquis de La Tour-Maubourg et à M. Hutchinson. La concession porte en fait sur trois sections distinctes dont les deux premières constituent une partie d'un itinéraire de Clermont-Ferrand à Montauban. La première, concédée à titre définitif, est une ligne de Montauban à la rivière du Lot dont une des parties est la section de Lexos à Capdenac. La deuxième, concédée à titre éventuel, est une ligne de Lempdes à la rivière du Lot dont un des tronçons est la section de Capdenac à Figeac. La dernière est un tronçon d'un itinéraire de Bordeaux à Lyon, soit une ligne entre le chemin de fer de Clermont-Ferrand à Montauban et Périgueux, dont un des tronçons est la section de Brive-la-Gaillarde à Figeac et qui n'est, elle aussi, concédée qu'à titre éventuel. Le 30 juillet 1853, la concession était transférée à la Compagnie du chemin de fer Grand-Central de France créée pour la circonstance.
Les 2 février et 6 avril 1855 est signée une convention entre le ministre des Travaux publics et les administrateurs de la Compagnie du chemin de fer Grand-Central de France. Elle concède à titre définitif à la compagnie la section de Figeac à Capdenac qui fait partie d'une concession de Lempdes à la rivière du Lot et la section de Brive-la-Gaillarde à Figeac qui fait partie de la concession de Périgueux à la rivière du Lot. Cette convention est approuvée par décret impérial le 7 avril 1855.
À la suite des déboires de la Compagnie du Grand-Central, les concessions précédentes ont été transférées à la Compagnie du chemin de fer de Paris à Orléans par la loi du 19 juin 1857 qui lui a concédé à cette occasion la section de Lexos à Toulouse.
En 2013, la ligne a été mise à double voie partielle entre Toulouse et Saint-Sulpice.

### Accidents
Le 28 octobre 1895, la collision de deux trains express entre les gares de Lexos et de Laguépie fait un mort et plusieurs blessés. À la suite du retard des deux trains, l'express venant de Paris est autorisé à quitter la gare de Laguépie alors même que celui provenant de Toulouse vient de quitter la gare de Lexos. Sur cette section en voie unique, l'alerte est aussitôt lancée aux deux garde-barrière. L'express de Paris parvient à s'arrêter, mais celui de Toulouse, non muni de freins Westinghouse le percute dans une collision frontale. Les députés socialistes Jean Jaurès, Gérault-Richard et René Viviani, présents dans l'express de Paris, s'en sortent indemnes.
Le 3 août 1985 à 15 heures 48, l'autorail 7924 venant d'Assier et le train Corail 6153 venant de Gramat se heurtent frontalement sur la voie unique faisant 31 morts et 91 blessés. Cet accident, un cas d'école, illustre le non-respect des procédures et de la réglementation applicable aux croisements de trains par les chefs de gare d'Assier et de Gramat. Le chef de gare de Gramat a été condamné à deux ans de prison,.

## Caractéristiques

### Tracé
Ligne 718000 du Réseau ferré national sur OpenStreetMap.
Les déclivités maximales sont les suivantes : 16 mm par mètre de Brive-la-Gaillarde à Capdenac, 10 mm de Capdenac à Lexos, 12,5 mm de Lexos à Tessonnières et de Saint-Sulpice à Toulouse, 5 mm de Tessonnières à Saint-Sulpice.

### Gares
La ligne possède de nombreuses gares : Toulouse-Matabiau, Montrabé, Gragnague, Montastruc La Conseillère, Roquesériere-Buzet, Saint-Sulpice (Tarn) (d'où un embranchement rejoint Castres, et un autre, fermé, rejoignait Montauban), Rabastens-Couffouleux, L'Isle-sur-Tarn, Gaillac, Tessonnières (d'où un embranchement rejoint Albi), Cordes-Vindrac, Lexos (d'où un embranchement rejoignait Montauban et un autre Carmaux), Laguépie, Najac, Villefranche-de-Rouergue, Salles - Courbatiès, Capdenac (d'où un embranchement rejoint Rodez et un autre, fermé, rejoignait Cahors), Figeac (d'où l'on peut rejoindre Aurillac), Assier, Gramat, Rocamadour - Padirac, Saint-Denis-près-Martel (où la ligne coupe la tranversale Bordeaux → Aurillac, fermée de Saint-Denis-près-Martel à Sarlat-la-Canéda), Les Quatre-Routes, Turenne et Brive-la-Gaillarde (d'où l'on peut rejoindre Cahors, Périgueux, Objat, Limoges et Tulle). A cela s'ajoutent des haltes ayant fermé, les voici (dans le sens Toulouse→ Brive): Cahuzac, Donnazac, Monteils, Villeneuve-d'Aveyron, Naussac, Le Pournel, Flaujac, Montvalent, Floirac.

### Ouvrages d'art
Les ouvrages d'art sont les au nombre de 47. Les  (dans le sens Brive→ Toulouse):
- Souterrain de Galop (335 m)
- Souterrain de Montplaisir (2397 m)
- Pont métallique sur la Dordogne (164 m)
- Viaduc de Picarel (180 m)
- Souterrain de Cambes (751 m)
- Souterrain de Camboulit (417 m)
- Viaduc de Ceint-d'Eau (302 m)
- Pont métallique sur la Cèlé (48 m)
- Souterrain de Figeac (1291 m)
- Souterrain de Bouby (280 m)
- Souterrain de Capdenac (552 m)
- Pont sur le Lot (124 m)
- Souterrain de Roques (76 m)
- Souterrain de Clavel (101 m)
- Souterrain de Lestifiol (107 m)
- Souterrain de Saint-Igest (779 m)
- Souterrain de Bascaud (60 m)
- Souterrain de Lacaze (72 m)
- 2 ponts successifs sur l'Aveyron
- Souterrain de Monteils (88 m)
- Souterrain de Caylou (237 m)
- Souterrain de LongCol (72 m)
- Souterrain de Carnus (77 m)
- Souterrain de Seilhols (170 m)
- Souterrain de Cabanelles (290 m)
- Souterrain de Roumeguet (99 m)
- Souterrain de Mourlesc (245 m)
- Souterrain de la Baute (186 m)
- Souterrain de Najac (393 m)
- Souterrain de la Carrière de Marbre (212 m)
- Les 2 souterrain de Mergieux (148 et 338 m)
- 2 ponts successifs sur l'Aveyron
- Viaduc de Lexos sur l'Aveyron (2 arches de 32 m)
- Souterrain de Haussevaisse (208 m)
- Viaduc de Latour (227 m)
- Viaduc de Bonixie (10 arches de 12 m)
- Souterrain de Souël (1504 m)
- Viaduc de Cahuzac (379 m)
- Souterrain de Granejouls (776 m)
- Viaduc sur le ruisseau Rabistan (102 m)
- Viaduc de Saint-Géry-sur-le-Tarn (198 m)
- Viaduc sur l'Agout (125 m)
- Souterrain de Seillan (644 m)
-Souterrain de Campmas (895 m).

### Vitesses limites
Vitesses limites en 2012, de Toulouse à Figeac :
| De                   | À                                           | Distance (km) | Limite (km/h) |
| -------------------- | ------------------------------------------- | ------------- | ------------- |
| Toulouse             | Montrabé                                    | 7,5           | 120           |
| Montrabé             | Roqueserière                                | 17            | 110           |
| Roqueserière         | Tessonnières                                | 32,9          | 130           |
| Tessonnières         | Km 315.9 (entre Cordes et Lexos)            | 22,8          | 100           |
| Km 315.9             | Laguépie                                    | 16,1          | 85            |
| Laguépie             | Km 269.5 (entre Villefranche et Villeneuve) | 30,3          | 80            |
| Km 269.5             | Villeneuve d'Aveyron                        | 6,8           | 85            |
| Villeneuve d'Aveyron | Capdenac                                    | 19,4          | 80            |
| Capdenac             | Figeac                                      | 5,7           | 70            |